# Яшар Асан
Яшар Смаил Асан е български общественик и политик от кв. Столипиново, Пловдив. Роден е на 24 септември 1966 г. в гр. Пловдив. Определян е за един от основателите на ДПС в гр. Пловдив и водещи етнически лидери и общественици в района. Оттегля се от ДПС през 2015 г. На местните избори през 2023 г. Яшар Асан е кандидатът на ДПС за кмет на район "Източен". 
Яшар Асан е председател на фондация "Хаир" и е управител на кооперативен пазар "Столипиново", намиращ се в най-големия етнически квартал на Балканите.

## Биография

### Ранни години
Яшар Асан е роден в гр. Пловдив в семейство от средната класа. Започва работа от ранна възраст като овчар и пастир. Яшар Асан спортува бокс в боксов клуб "Локомотив" - Пловдив и става републикански шампион младша възраст в края на 80-те години. Редовната си военна служба изкарва в "Строителни войски", като електротехник. Защитник е на важната роля на малцинствата в построяването на модерна България и ролята им в "Строителни войски". Завършва средно образование в СУ "Найден Геров". 

### Политическа кариера
Яшар Асан е районен съветник на район "Източен", избран от ДПС в мандат 1995 - 1999 г. След това е избран за общински съветник от ДПС в мандат 1999 - 2003 г. и в мандат 2007 - 2011 г. Достига до позиция заместник председател на общинския съвет. По време на двата мандата участва в комисията по "Ред и сигурност" на Община Пловдив. 
През февруари 2002 г. е основен представител на малцинствата пред властите, по време на Бунтовете в Столипиново, масово недоволство срещу спирането на електричеството в квартала 
Яшар Асан е кандидат за районен кмет на район Източен по време на частичните местни избори през 2009 г, като стига до балотаж срещу кандидата на ГЕРБ. Това е първият представител на етническите малцинства, който достига до балотаж за районен кмет в един от районираните градове. 
През 2011 г. Яшар Асан е избран за председател на "Инициативен комитет на бедстващите в Столипиново", като организира множество стачки, митинги и мирни протести с цел подобряване на живота в квартала.   
По време на изборите за европейски парламент през 2014-та година е кандидат за евродепутат от гражданската квота на ДПС. През 2015-та година се оттегля от ДПС, поради несъгласие с националното ръководство, заради пренебрегване на етническия модел и развитие на етническите квартали в Южна България.
На местните избори през 2023 година, Яшар Асан е кандидат за районен кмет на район "Източен" и кандидат за общински съветник от листата на ДПС в Община Пловдив. Яшар Асан е избран за общински съветник от ДПС в мандата 2023 - 2027 г. след като получава 313 преференции и се нарежда на второ място в листата на ДПС по време на местните избори през 2023 година.    

### Обществена дейност
Яшар Асан е водещ глас на кв. Столипиново за подобряване на условията на живот в квартала. През 2003 г. се застъпва зад идеята за построяване на паметник на капитан Петко Войвода кв. Столипиново. 
От 2007 г. е управител на пазар "Столипиново" /Новия пазар/, в който се извършват различни социални инициативи и проекти. Пазар "Столипиново е една от малкото законни институции в етническите квартали. 
Яшар Асан се бори активно срещу затварянето на белодробната болница "Кудоглу" през 2013 г.  Архив на оригинала от 2023-03-07 в Wayback Machine.
През 2021 г. става председател на фондация "Хаир", която организира множество инициативи за подкрепа на деца, ученици и социално слаби в квартала. През 2022 г. фондацията става част от коалицията за мониторинг на малцинствените политики към ЕС и ЕК. Яшар Асан представлява етническите квартали пред ОССЕИВ на Област Пловдив.  
По време на XLVIII народно събрание е нещатен сътрудник по работа с етническите общности.